# 臭化ハフニウム(IV)
臭化ハフニウム(IV)(Hafnium tetrabromide)は、化学式HfBr4の無機化合物である。ハフニウムの臭化物のうち、最も一般的なものである。無色で反磁性を持ち、湿気と反応しやすい固体で、真空中で昇華する。塩化ハフニウム(IV)が高分子構造を持つのと対照的に、四面体金属中心を持つ臭化ジルコニウム(IV)と非常によく似た構造である。